# Tanha
Tanhā (Pali: Taṇhā, Sanskrit: Tṛṣṇā, Chin: 愛) kann mit Begehren, Verlangen, Gier, Durst oder Wollen übersetzt werden, der „Ich-will“- oder „Ich-will-nicht“-Geist. Tanhā, die „Gier“, gilt im Buddhismus als Ursache allen Leidens (Dukkha) die den Menschen an den Kreislauf der Wiedergeburten (Samsara) fesselt. Mit Tanha sind alle Formen des Verlangens gemeint, ob sie sich auf Nahrung, Leben, Sex, oder irgendein anderes Objekt richten. Als Nährboden für Tanha gilt die Illusion eines festen Wesenskerns, erst wer diese Illusion überwunden hat (Anatta), kann auch Tanha überwinden.
Die Definition von Tanha geht über das Verlangen nach materiellen Objekten oder sinnlichen Freuden hinaus. Sie beinhaltet ebenso das Verlangen nach Leben, nach Ruhm, nach Schlaf, nach emotionalen Zuständen (Freude, Begeisterung, Liebe …) unabhängig von der jeweiligen Intensität des Verlangens.
Tanha ist das achte Glied in der zwölfgliederigen Kette des bedingten Entstehens (Pratitya-samutpada). Tanha ist ebenso ein Bestandteil von Samudaya, der zweiten der Vier Edlen Wahrheiten.
Gemäß den buddhistischen Schriften entspringt Begierde der Auffassung, dass ihre Erfüllung zu dauerhaftem Glück oder Frieden führen könnte. Da jedoch der Lehre entsprechend alle Dinge sowohl leidvoll, unbeständig als auch leer sind (siehe Drei Daseinsmerkmale), kann es zu keiner dauerhaften Befriedigung kommen. Daher entstehen immer wieder neue Begierden, deren Erfüllung wiederum illusorisch ein dauerhaftes Glück herbeiführen sollen. Dies wird im Lebensrad graphisch dargestellt: Das wiederholte Kreisen durch mentale und weltliche Zustände, getrieben durch Begierde und seine ständigen Begleiter, Hass und Verblendung.
Die buddhistische Antwort auf das Problem von Tanha ist die dritte der Vier Edlen Wahrheiten, Nirodha, das Aufhören des Leidens durch den Achtfachen Pfad und die Verwirklichung der Paramitas. Besonders durch das Üben von Großzügigkeit (Dāna) kann Tanha verringert und überwunden werden.
In klassischen buddhistischen Schriften wird Tanha auf verschiedene Weise weiter differenziert:
Grundsätzlich:
1. Sinnliches Begehren - kāma-tanhā
2. Gier nach Existenz - bhava-tanhā
3. Gier nach Nichtexistenz - vibhava-tanhā

In Bezug auf die Sinnesobjekte:
1. Formen - rūpa-tanhā
2. Töne - saddha-tanhā
3. Gerüche - gandha-tanhā
4. Geschmäcke - rasa-tanhā
5. Körperempfindungen - potthabba-tanhā
6. Geistesobjekte - dhamma-tanhā

In Bezug auf das Begehren nach Existenz:
1. Sinnliches Begehren - kama-tanhā
2. Begehren nach feinkörperlichem Dasein - rūpa-tanhā
3. Begehren nach unkörperlichem Dasein - arūpa-tanhā